# Simprulla nigricolor
Simprulla nigricolor är en spindelart som beskrevs av Simon 1901. Simprulla nigricolor ingår i släktet Simprulla och familjen hoppspindlar. Inga underarter finns listade i Catalogue of Life.